# Brzetysław (zm. po 1130)
Brzetysław (zm. 8 marca po 1130) – książę czeski.
Brzetysław był jedynym dzieckiem Brzetysława II i Ludgardy von Bogen. W latach 1110–1111 dowodził czeskim oddziałem podczas wyprawy króla niemieckiego Henryka V do Rzymu po koronę cesarską. W 1126 został na polecenie Sobiesława I uwięziony na zamku Donín. W 1129 został przewieziony do zamku Děčín. Mimo uwięzienia udało mu się przy pomocy biskupa praskiego Menharta przygotować spisek na życie Sobiesława I. Po odkryciu jego planu został na polecenie Sobiesława I oślepiony 30 czerwca 1130 zapewne na zamku w Jaroměřu.